# يمام (شرطة)
وحدة يمام (بالعبرية: ימ"מ (יחידה משטרתית מיוחדת)، يخيدا مشتارتيت ميوحيديت) هي وحدة شبه عسكرية إسرائيلية عالية التدريب في شرطة الحدود الإسرائيلية، وهي واحدة من أربع وحدات خاصة في شرطة الحدود الإسرائيلية إلى جانب وحدة الياماس ووحدة اليماغ ووحدة الماتيلان. يقدر عدد قوات اليمام ب 200 فرد.
تعرف أيضا بـ «الوحدة القتالية لمكافحة الإرهاب»، وهي وحدة خاصة تابعة للشرطة الصهيونية المتخصصة في مواجهة المقاومة، والمخولة بإنقاذ الرهائن من المدنيين بشكل رئيسي، داخل حدود الكيان الصهيوني. كما استخدمت لتوفير خدمات الحراسة لشخصيات مسؤولة إلى جانب القيام بعمليات لمكافحة المقاومة الفلسطينية في الضفة الغربية وقطاع غزة.

## التدريب
يتدرب كل من ينتمون لوحدة «يمام» على جميع الأسلحة ويدخلون في جميع الميادين، مثل القنص، القتال بالأيدي، استعمال السلاح الأبيض، والتعامل مع الكلاب، والتخلص من القنابل وغيرها ونتيجة لذلك، تتميز وحدة «يمام» بسرعة الانتشار مع التنسيق العالي بين الفرق المختلفة (فرق القنص، وفريق دخول قوة الاشتباك، الخ).

### العربية
أيضاً يتم تدريبهم وتعليمهم اللغة العربية ويرتدون أزياء شعبية تساعدهم على الاندماج في المحيط العربي تفاديا لانكشافهم من أجل القيام بالإغارة واعتقال عناصر يشتبه قيامها بنشاطات مقاومة للاحتلال الصهيوني.

## تاريخ
أقيمت بعد العملية الفدائية في منطقة معلوت، التي أسفرت عن مقتل 27 صهيونياً على يد مقاومين، وتقول روايات أخرى أنها أقيمت في أعقاب قتل البعثة الرياضية الصهيونية في أولمبياد ميونخ بألمانيا سنة 1972.
وفي أعقاب الفشل الصهيوني، وبناء على توصيات لجنة التحقيق، أدرك جهاز الأمن، أن هناك فرقاً بين إنقاذ الرهائن في منطقة صديقة، وبين أنشطة عسكرية خاصة في قلب المناطق السكنية للعدو، وتقرر إقامة وحدة مدنية لمواجهة عمليات المقاومة يكون هدفها تطوير وسائل القتال الخاصة التي تتناسب مع مثل هذه الأحداث، أي إطلاق سراح رهائن في منطقة بلدية صديقة، والتدرب على ذلك للتنفيذ وقت الحاجة.

## في جهاز الشرطة
وبالرغم من أن الوحدة تشبه إلى حدٍّ كبير وحدات الجيش العسكرية في تنظيمها وتدريبها، إلا أنها وحدة مدنية تعمل في إطار جهاز الشرطة، وتخضع بشكل مباشر للقيادة المركزية في جهاز حرس الحدود، لا سيّما وأنها مؤسسة من جنود كانوا أعضاء سابقين في وحدات هجومية.

## تقسيمات الوحدة
كل عضو فيها تخصص في مجال معين من تقسيمات الوحدة وهي:
- الاقتحام: أعضاؤها متخصصون في اقتحام المباني، والالتحام المباشر مع المقاومين المتحصنين، ويقومون بحراسة الميدان.
- قرود «الإرهاب»: يتخصص أعضاؤها في الاقتحام باستخدام التسلق على المباني، وعمليات الإنزال والهبوط منها للوصول إلى الهدف.
- القناصة: يتدرب أعضاؤها على القنص الدقيق عن بُعد، وهم مزودون ببنادق قناصة، لإحباط الأهداف عن بُعد فيما يسموه «ضربة جراحية».
- متخصصو المتفجرات: يعملون في مجال المواد المتفجرة والعبوات الناسفة، واقتحام الأبواب بتفجيرها، وتفكيك القنابل ومعالجة العبوات المصنعة يدوياً.
- الكلّابين: ويتخصص أعضاؤها في تدريب وتشغيل كلاب الشرطة المستخدمة في الأنشطة المختلفة.
- الخلية الصامتة: ومهمتها تطوير البرامج التدريبية والممارسات العملية لإطلاق سراح الرهائن، ومواجهة المقاومة، واختيار واختبار عتاد وسائل قتالية جديدة.

## مقارنة بالوحدات العالمية
تشابه في مهامها وحدات عالمية مثل SWAT و SEAL الأمريكيتان، وGIGN الفرنسية، و GSG-9 الألمانية.

## طبيعة العاملين فيها
- رجال شرطة،(وبالأخص من محترفي القنص، والقفز)
- رجال شرطة ذوي خبرة قتالية من خدمتهم العسكرية في الجيش الصهيوني.
- جنود مدربين في جميع الميادين مثل: القنص، والكلاب والتخلص من القنابل، والعمليات الهجومية والاقتحام والتفجير.

## واجبات «يمام» الأساسية
- إنفاذ الرهائن.
- القيام بعمليات هجومية وقائية.
- التعامل مع المجرمين الخطيرين.
- عمليات الشرطة السرية.
- حماية كبار الشخصيات الأمنية.

وبالإضافة لتأهيل الجنود في جميع المهام، فإن وحدة يمام تجري تدريبات مشتركة بين القوات المختلفة كوحدة القناصين والاقتحام، بهدف زيادة حجم التنسيق بين الوحدات المختلفة، وتطوير الممارسة العملية، والتدريب في مواجهة أعمال المقاومة وخطف الرهائن، أما بالنسبة لسلاح الوحدة فإنها تشتريه بشكل مستقل عن الجيش أو الشرطة.

## العتاد

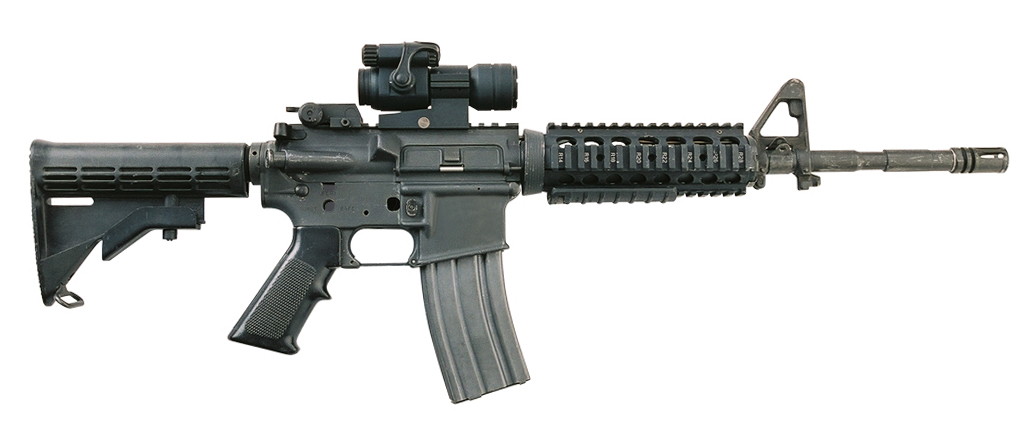
بندقية إم-4 القصيرة

وتستخدم الوحدة وسائل قتالية كالدروع الواقية، والخوذات، ونظارات حامية للعيون، ومؤشرات ليزر، وكاميرات، ووسائل اتصال، وأحبال للتسلق، ووسائل إحباط وتفكيك القنابل. وعتاد مختلف مثل:
- مسدس جلوك
- بندقية إم-4 القصيرة
- رشاش إف إن بي 90
- رشاش كار-15
- رشاش أوزي صغير
- باريت إم82 بندقية قنص
- فأس من نوع خاص.

## عمليات قامت بها
قامت تلك بعمليات شبه عسكرية كثيرة خلال انتفاضة الاقصى حيث قامت باغتيال الدكتور ثابت ثابت أحد قادة حركة فتح في ديسمبر من عام 2000، وفي عام 2002 قامت هذه الوحدة بالاشتراك مع مجموعة من الشاباك والجيش الصهيونية باغتيال خمسة من قادة ومجاهدى كتائب القسام بعد محاصرة المنزل الذي كانوا يتحصنون بداخله في الضفة الغربية.
وقامت وحدة «يمام» في يونيو 2003 بعملية اغتيال قائد كتائب القسام في الخليل الشهيد عبد الله القواسمي، كما قامت باحباط عملية أسر لصهيونى يدعى «الاهو جوريل» من قبل مقاومين فلسطينيين.
وفي يوليو 2004 قامت وحدة «يمام» باغتيال 6 من أعضاء حزب الله في طولكرم بما فيهم الرابط المحلى لحزب الله، وفي نوفمبر من العام نفسه استشهد ثلاثة مجاهدين من حركة فتح في تبادل لاطلاق النار مع وحدة «يمام» وكان من بينهم الشيخ محمد رسلان وهو قيادى بارز في حركة فتح.

## خسائر تلقتها
تلقت وحدة «يمام» ضربة موجعة في رمضان 2011 أفقدتها كبريائها، ففي الوقت الذي قامت فيه بتصفية الكثير من مناضلى الشعب الفلسطينى بدم بارد، حيث تم قتل خمسة ضباط من الوحدات الخاصة «الكوماندوز» التابعة لوحدة «يمام» في إحدى العمليات الثلاثة التي استهدفت مدينة «إيلات» المحتلة والتي اصيب فيها ما يقارب 30 صهيونياً، في أعقاب ذلك اصدرت الرقابة العسكرية التابعة للجيش الصهيوني قراراً بمنع نشر تفاصيل العملية الاخيرة، بعد الانباء التي اكدت مقتل خمسة من ضباط الوحدة الخاصة بالجيش الصهيونية.

## وصلات خارجية
- http://www.isayeret.com/main/guide.htm
- الوحدات الخاصة في الجبش الصهيوني - موقع المجد الامني
- الوحدات الخاصة في الاستخبارات الصهيونية - موقع المجد الامني